# کور (مجموعه تلویزیونی)
کور (انگلیسی: Blind; کره‌ای: 블라인드; لاتین‌نویسی اصلاح‌شده: Beullaindeu) یک مجموعهٔ تلویزیونی کره جنوبی با بازی اوک تک-یون، ها سیوک جین و جونگ اون-جی است. این مجموعه از ۱۶ سپتامبر ۲۰۲۲، روزهای جمعه و شنبه ساعت ۲۲:۴۰ (کی‌اس‌تی) از تی‌وی‌ان پخش شد.

## بازیگران

### اصلی
- اوک تک-یون در نقش ریو سونگ-جون[۷]
- ها سیوک جین در نقش ریو سونگ-هون[۸]
- جونگ اون-جی در نقش جو اون-گی[۹]

## انتشار
کور در ابتدا قرار بود که از اوسی‌ان روی آنتن برود. اما بعداً گزارش شد که این مجموعه قرار است از ۱۶ سپتامبر، روزهای جمعه و شنبه از تی‌وی‌ان پخش شود.